# Andrés Jaque
Andrés Jaque (Madrid, 1971) é um arquiteto espanhol que explora na sua obra o papel da arquitetura na construção das sociedades. Já teve trabalho seus expostos na 7ª e 12ª Bienal de Veneza, no Museu Suíco de Arquitetura (Schweizerisches Architekturmuseum) de Basileia, na Cité de l'architecture et du patrimoine de Paris e no Instituto Valenciano de Arte Moderna (IVAM). 

## Percurso e obras
Andrés Jaque formou-se na Escola Técnica Superior de Arquitetura de Madrid em 1998. No ano seguinte recebeu o Tessenow Stipendiat, o prémio para jovens arquitetos da fundação alemã Alfred Toepfer Stiftung F.V.S.
Foi leitor e docente em várias universidades, nomeadamente a Escola Técnica Superior de Arquitetura de Madrid, na Pontificia Universidad Javeriana de Bogotá, na Universidade de Alicante, na Escola Técnica Superior de Arquitetura de Valência e na Universidade de Castilla-La Mancha.

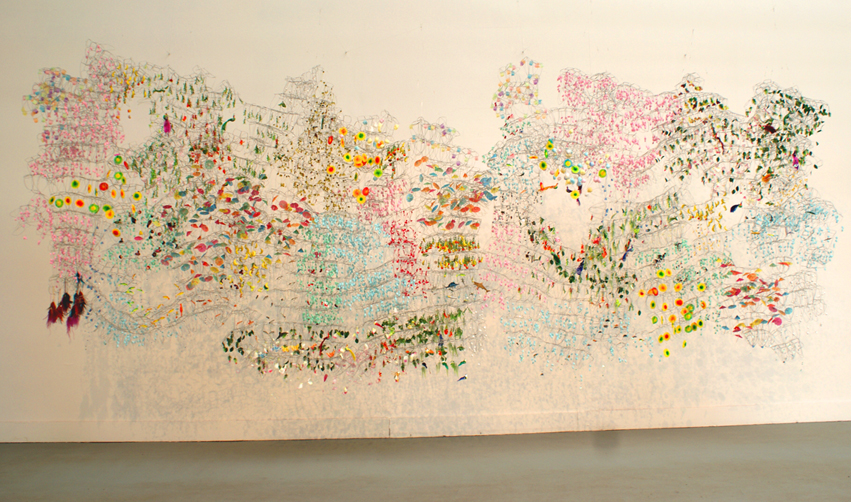
Fray Foam Home

Em 2005 ganhou o Prémio Dionisio Hernández Gil com a Casa Sacerdotal Diocesana de Plasencia, um edifício interativo situado no centro histórico daquela cidade, que também foi finalista da Bienal de Arquitetura Espanhola de 2005.
Em 2005 desenvolveu as Doze acções para transparentar a Cidade da Cultura da Galiza, um trabalho que explicava ao público em geral os contratos públicos quem incluiam as obras do projeto da Cidade da Cultura desenhado para a cidade de Santiago de Compostela pelo arquiteto americano Peter Eisenman. O sociólogo francês Bruno Latour descreveu essa obra de Jaque como «um bela síntese de arte, política e construção».
O sistema de mini vivendas Tupperhome, de 2007, fez parte da seleção do Prémio de Arquitetura Contemporânea Mies van der Rohe e da 10ª Bienal Espanhola de Arquitetura e Urbanismo.
Em 2003 criou, em conjunto com um pequeno grupo de arquitetos, desenhadores, jornalistas, sociólogos e economistas, o Atelier de Inovação Política (Oficina de Innovación Política), uma plataforma de reflexão que reivindica a dimensão política da arquitetura. Em 2005, o Atelier publicou a marca de qualidade política para produtos arquitetónicos "Arquitetura Parlamento" ou "Parliament Architecture".

### Obras mais representativas

#### Arquitectura
- Casa Sacerdotal Diocesana de Plasencia, Espanha[10][11][12][13]
- Ojalá Awareness Club, Madrid, Espanha
- Tupper Home, Madrid, Espanha
- Museu Postal de Bogotá, Colômbia
- Teddy House, Coruxo, Vigo, Espanha
- Mousse City, Stavanger, Noruega
- Peace Foam City, Ceuta, Espanha
- Esponja Democrática, Madrid, Espanha
- Casa en Never Never Land, Ibiza, Espanha
- Hospedería de los Divertimentos Flotantes, Maiorca, Espanha
- Rolling House for the Rolling Society, Barcelona, Espanha
- All Age City[14][15][16]

#### Instalações artísticas
- Fray Foam Home, Bienal de Veneza
- Courier New, Bienal de Veneza
- Oreka, Fundação Caja Vital-Kutxa
- Sábana Santa de Tromso, Madrid
- Techno-Geisha, Madrid
- Skin Gardens, BAC Feria Internacional de Arte Contemporáneo de Barcelona - GaleríaMAD is MAD de Madrid

#### Livros
- Ciudad. PH05 (em espanhol). Madrid: Ediciones La Fábrica. 2005
- Mélnikov, aparcamiento para 1000 autos, segunda variante. París 1925, Car-park for 1000 vehicles, second variant. Paris 1925 (em espanhol). Madrid: Ediciones Rueda. 2005
- Piensa Madrid (em espanhol). Madrid: La Casa Encendida. 2009